# Ahmed
- Para otros usos véase también: Ahmed  (desambiguación)

Ahmed (أحمد), Amed o Ahmad (poco usado en español) es la transliteración de un nombre propio árabe.

## Etimología
El nombre en árabe proviene de la raíz triconsonantal Ḩ M D ("la alabanza"), y vendría a significar "digno de alabanza" que a su vez implica la definición "el que agradece a Dios".

## Nombre del profeta
Por otra parte, Ahmed es uno de los nombres del profeta Mahoma en el islam.
El contexto en el que Ahmed se menciona como "digno de alabanza", puede dar lugar a confusión ya que Mahoma (Muhammad) significa "el alabado" y al ser Ahmed una transliteración significarían no ser el mismo nombre y por consecuencia persona; sin embargo sí lo son.

## Nombres con Ahmad
- Ahmad Dahlan
- Ahmad Ibn Baba
- Ahmad Zein